# Huikkanen
Huikkanen är en sjö i kommunen Pieksämäki i landskapet Södra Savolax i Finland. Sjön ligger 100,3 meter över havet. Arean är 1,53 kvadratkilometer och strandlinjen är 11,62 kilometer lång. Sjön  ingår i Kymmene älvs huvudavrinningsområde.   Den ligger omkring 83 kilometer norr om S:t Michel och omkring 280 kilometer nordöst om Helsingfors. 
I sjön finns öarna Kokkosaari, Kalmasaari och Isosaari. 